# Sutan Anwar
Sutan Anwar (ur. 21 marca 1914, zm. ?) – indonezyjski piłkarz, reprezentant kraju. Podczas kariery występował na pozycji pomocnika.

## Kariera klubowa
Podczas kariery piłkarskiej Sutan Anwar występował w klubie VIOS Batavia.

## Kariera reprezentacyjna
Sutan Anwar występował w reprezentacji Indii Holenderskich w latach trzydziestych. W 1938 roku uczestniczył w mistrzostwach świata. Na mundialu we Francji wystąpił w przegranym 0-6 spotkaniu I rundy z Węgrami.